# B-1 Nuclear Bomber
B-1 Nuclear Bomber est un jeu vidéo de simulation de vol développé par Microcomputer Games Inc. et publié par Avalon Hill en 1980. Le jeu se déroule dans un futur proche, en 1991 et simule des missions de bombardements contre Moscou dans lesquels le joueur contrôle un B-1 Lancer chargé de larguer une bombe nucléaire.

## Système de jeu
B-1 Nuclear Bomber  est un wargame qui met le joueur aux commandes d'un bombardier B-1 Lancer stationné à la base aérienne de Thulé chargé de pénétrer les défenses anti-aérienne de l'Union soviétique afin d’effectuer un bombardement. Le jeu est dénué de graphismes et repose uniquement sur une interface en ligne de commande. Au début d'une partie, le programme lui assigne une cible et lui communique le code nécessaire pour armé la seule bombe qu'il transporte. Il l'informe également au sujet de ses objectifs secondaires et des installations défensives ennemies. Le joueur peut ensuite définir son plan de vol et son altitude de croisière. Sur le trajet, il peut recourir au pilotage automatique, pour accélérer l'écoulement du temps. Son navigateur l'informe de sa position et de la distance qui le sépare de ses cibles. Une commande lui permet également de rechercher les installations défensives soviétiques du secteur. Lorsque le joueur passe a proximité de l'une d'entre elles, les soviétiques tentent de l'intercepter avec des avions de chasse MIG ou de le détruire avec des missiles sol-air. Le joueur peut alors utiliser un dispositif de contre-mesures électroniques ou des mesures d'évitement pour leur échapper, ou tenter de les détruites avec un de ses six missiles AIM-54 Phoenix,. Une fois sa bombe armée, les radars soviétiques détecte l'avion du joueur plus facilement. Le joueur doit alors prendre de l'altitude et larguer sa bombe, avant de tenter de revenir à sa base. S'il y parvient et qu'il dispose de suffisamment de carburant pour atterrir, il se rend alors compte que son équipage a été irradié.

## Développement et publication
B-1 Nuclear Bomber est programmé en Basic par Microcomputer Games, la division jeu vidéo d'Avalon Hill. Il est basé sur un jeu programmé en 1970 sur un ordinateur IBM 360/50 sous le titre de Moscow. Il fait partie des premiers jeux sur ordinateurs lancés par l'éditeur, avec Midway Campaign, North Atlantic Convoy Raider, Nukewar et Planet Miners. Comme ces derniers, il est publié pendant l’été 1980 sur Apple II, Commodore PET et TRS-80. Le jeu est ensuite porté sur Atari 8-bit, Commodore 64 et IBM PC.

## Accueil
À sa sortie,  B-1 Nuclear Bomber ne fait pas l’unanimité de la presse spécialisée. Le journaliste Chris Cumming du magazine Computer Gaming World le décrit comme un jeu amusant qui témoigne de l’intensité d’une mission aérienne en territoire hostile mais déplore de nombreuses lacunes sur le plan technique et en termes de réalisme. Sur le plan technique, il souligne notamment l’absence de graphismes, le manque d’une carte des territoires survolés et la lenteur du programme. En matière de réalisme, il met avant plusieurs erreurs concernant les caractéristiques techniques du bombardier B-1 Lancer ou la position de certaines villes. De son côté, le journaliste Dave Archibald du magazine Creative Computing le considère comme le meilleur de la première série de jeux vidéo publiés par Avalon Hill et juge qu’il se révèle passionnant avec un peu d’entrainement. Le journaliste Larry Kerns du magazine The Space Gamer est beaucoup plus critique et déplore sa simplicité, son manque de d’options et l’absence de graphismes avant de conclure qu’il est rapidement ennuyeux et que son prix est trop élevé.
L’adaptation de  B-1 Nuclear Bomber sur Commodore 64 est plutôt bien accueilli par le journaliste Dale Brown du magazine Compute! qui le juge plutôt bon et explique que si le vol jusqu’à la zone de combat est long et ennuyeux, l’action des combats compense fait plus que compenser ce problème. L’adaptation du jeu sur IBM PC est en revanche très mal accueillie par le journaliste Corey Sandler du magazine PC Magazine qui déplore ses graphismes inexistant et ses effets sonores très limité et qui estime qu’il ne nécessite ni reflexe, ni réflexion. Il juge ainsi que le jeu est « pitoyable » en expliquant qu’aucun effort n’a été fait pour tirer avantage du PC et pour améliorer le programme depuis sa sortie en 1980.